# Zidane Mebarakou
Zidane Mebarakou (sinh ngày 3 tháng 1 năm 1989) là một cầu thủ bóng đá người Algérie thi đấu cho MC Alger ở vị trí hậu vệ.